# شهرک راه‌آهن
شهرک راه‌آهن یا شهرک گلستان نام محله‌ای در شمال‌غرب شهر تهران است. این شهرک یکی از محلات منطقه ۲۲ شهرداری تهران می‌باشد.
تاریخچه پیدایش شهرک به سال ۱۳۴۰ با تشکیل تعاونی کارکنان شرکت راه‌آهن و واگذاری قطعات در ابعاد پانصد و سیصد متری به اعضا بازمی‌گردد این زمین‌ها تا پیش از آن مزرعه و باغ متعلق به فئودال‌های زمین‌دار اهل منطقه کن بوده و با نام لتمال کن شناخته می‌شده‌است.
اما رونق منطقه پس از انقلاب با هجوم افراد از روستاها به شهرها و افزایش قیمت زمین در تهران و اجبار به حاشیه‌نشینی شروع شد و با فروش زمین‌های زیر شهرک به اعضای تعاونی مسکن هوانیروز در ابعاد دویست و هشت متری به سرعت آن افزوده شد، اما شتاب اصلی و افزایش حداکثری قیمت منطقه با تأسیس منطقه ۲۲ شهرداری در سال‌های دهه هفتاد و اعلام هدایت منطقه به سمت توریستی شدن و با هدف جذب گردشگر داخلی آغاز شد.
درسالهای اخیر ساخت مجتمع برج‌های بسیار توسط نهادهای قدرتمند ازجمله سپاه و نیروی انتظامی، در زمین‌هایی که توسط آشنایی با شهردار وقت به بهایی اندک از کاربری عمومی و فضای سبز در سال‌های گذشته به تصرف گرفته شده و فروش یا اجاره واحدهای مسکونی آنها به مردم عادی باعث افزایش بسیاری در جمعیت، ترافیک و قیمت ساختمان و زمین در این شهرک شده‌است.

## جغرافیا
شهرک از شمال به ارتفاعات البرز و بزرگراه شهید خرازی، از غرب به مجتمع ایران مال و دریاچه چیتگر، از جنوب به پارک جنگلی چیتگر و آزادراه تهران - کرج و از شرق به بزرگراه آزادگان محدود می‌گردد.
بلوار امیرکبیر، بلوار گلها، بلوار کاج، بلوار کاشان، بلوار جدی اردبیلی، بلوار علامه قزوینی، بلوار صدف، بلوار موج و بلوار میعاد اصلی‌ترین خیابانهای شهرک هستند که بیشتر دارای کاربری تجاری-اداری و تفریحی می‌باشند. بلوارهای هاشم‌زاده، اقاقیا، طبیعت، کوهک و یاس سوم خیابان‌های اصلی و هوانیروز، بنفشه، بنفشه نهم، گلفام، میلاد، نیما یوشیج، قائم، نور و مولوی خیابان‌های فرعی شهرک می‌باشند.
شهرک راه‌آهن همچون بافت گیاهی شایع تهران، کلونی‌ای از درختان انار بوده‌است. باتوجه آب و هوای خنک و خشک این منطقه، به صورت سنتی در گوشه و کنار شهرک درختان انار به چشم می‌خورد. هم‌اکنون در زیباسازی فضای سبز منطقه، بیشتر از درختان نارون، اکالیپتوس، توت کاکوزا، سرو، افرا و کاج سوزنی استفاده شده‌است.
در سال‌های اخیر تلاش‌هایی برای تغییر نام این شهرک از راه‌آهن به گلستان صورت پذیرفته‌است که باعث سردرگمی اهالی منطقه گردیده‌است. همچنین نام بلوار کاج از سوی شهرداری منطقه ۲۲ به بلوار برادران شهید زینعلی تغییر یافته‌است. البته تغییر نام در معابر و اماکن منطقه ۲۲، تازگی ندارد، تغییر نام بخشی از دریاچه مصنوعی چیتگر به دریاچه شهدای خلیج فارس بخشی از آثار تصمیمات مقامات شهری است.

## آب و هوا
قرار گرفتن این منطقه در غربی ترین نقطه شهر تهران به عنوان دالان هوای ورودی تهران و همچنین همسایگی با رشته کوه البرز و جوار آن بوستان های لتمال کن بایگانی‌شده  در ۱۱ ژوئیه ۲۰۲۱ توسط Wayback Machine و آبشار تهران و مجموعه دریاچه و پارک چیتگر در غرب و بوستان جوانمردان در شرق، همگی باعث شده که این شهرک و همچنین منطقه ۲۲ جزو پاک ترین مناط تهران باشند.

## تراکم جمعیتی و ترافیک
شهرک گلستان دارای بافت ویلایی می باشدبه‌طوری که تمام ساختمان های آن شخصی و حداکثر در سه طبقه ساخته شده اند، و دارای تراکم جمعیتی پایین تری نسبت به الباقی نقاط تهران می باشد.
با این حال با افزایش ساخت و ساز ها در اطراف این شهرک و برج سازی های صورت گرفته در سطح منطقه به تراکم جمعیتی منطقه ۲۲ افزوده شده است.
با وجود خیابان بندی و دسترسی های استانداردی که در این منطقه اجرا شده است، حجم ورودی بازدیدکنندگان از مجموعه های تفریحی، تجاری و اداری سطح منطقه مشکلی برای اهالی این شهرک ایجاد نکرده است.

## مراکز مهم دولتی
- کلانتری۱۴۱شهرک راه‌آهن (بلوار گلها، یاس هفتم)
- نیروی هوافضای سپاه پاسداران
- پادگان پنها (ستاد کل نیروهای مسلح)

## مراکز فرهنگی
- فرهنگسرای امیرکبیر (بلوار امیرکبیر، خ بنفشه، بنفشه سوم)
- فرهنگسرای سنبل (بلوار امیرکبیر، بلوار هاشم‌زاده، قائم ششم)
- فرهنگسرای بنفشه (بلوار اقاقیا)

## مراکز درمانی
- درمانگاه امام رضا (ع)(بلوار امیرکبیر، بلوار کاج)
- درمانگاه شفا (بلوار امیرکبیر، بلوار کاج، بلوار اقاقیا)
- درمانگاه اقاقیا (بلوار امیرکبیر، بلوار کاج، بلوار اقاقیا)
- درمانگاه شبانه‌روزی تختی (بلوار امیرکبیر، بلوار گلفام)
- درمانگاه رازی (بلوار امیرکبیر)
- درمانگاه گلچین (بلوار امیرکبیر، بلوار کاج)

## مراکز مذهبی
- مسجد جامع حضرت ولیعصر (عج)(بلوار امیرکبیر، بلوار کاج، سروستان هشتم)
- مسجد جوادالائمه (ع)(بلوار امیرکبیر، ابتدای بلوار کاج)
- هیئت یا ثارالله (بلوار امیرکبیر، خ گلفام، نبش بنفشه چهارم)
- مسجد ۱۴ معصوم (بلوار گل‌ها خیابان ولیعصر)

## مراکز ورزشی
- مجموعه ورزشی آسمان غرب (بلوار هاشم‌زاده)
- مجموعه ورزشی راد (بلوار هاشم‌زاده)
- مجموعه ورزشی اورنتا (میدان اتریش)
- مجموعه ورزشی رعنای غرب (خ طوبی)
- مجموعه ورزشی امیرکبیر (بلوار امیرکبیر)
- مجموعه ورزشی سورن۱(بلوار کاج)
- مجموعه ورزشی سورن۲(میدان اتریش)

## بوستان‌ها
- بوستان گل‌آرا (بلوار امیرکبیر)
- بوستان گل بهار (بلوار امیرکبیر)
- بوستان شب بو (بلوار امیرکبیر)
- بوستان آتش‌نشان (بلوار امیرکبیر)
- بوستان سنبل (بلوار هاشم زاده)
- بوستان کوکب (بلوار کاج)
- بوستان کاملیا (بنفشه دهم)
- بوستان نسترن (بلوار گلها)
- بوستان سلامت (بلوار امیرکبیر)